# Маноян Давид Ваганович
Давид Ваганович Маноян (вірм. Դավիթ Վահանի Մանոյան, нар. 5 липня 1990, Єреван) — вірменський футболіст, півзахисник клубу «Пюнік» та національної збірної Вірменії.

## Клубна кар'єра
У дорослому футболі дебютував 2008 року виступами за команду клубу «Пюнік», кольори якої захищає й донині.

## Виступи за збірні
Взяв участь у 9 іграху складі юнацької збірної Вірменії.
Протягом 2009–2012 років залучався до складу молодіжної збірної Вірменії. На молодіжному рівні зіграв у 8 офіційних матчах, забив 1 гол.
У 2009 році дебютував в офіційних матчах у складі національної збірної Вірменії. Наразі провів у формі головної команди країни 13 матчів.

## Досягнення
- Чемпіон Вірменії (5): 2008, 2009, 2010, 2014-15, 2017-18
- Володар Кубка Вірменії (6): 2009, 2010, 2012-13, 2013-14, 2014-15, 2020-21
- Володар Суперкубка Вірменії (5): 2008, 2009, 2010, 2011, 2015